# Obloutchie
Obloutchie (en russe : Облучье) est une ville de l'oblast autonome juif, en Russie. Sa population s'élevait à 8 851 habitants en 2014.

## Géographie
Obloutchie se trouve à 140 km à l'ouest-nord-ouest de Birobidjan, à 303 km à l'ouest-nord-ouest de Khabarovsk, à 653 km au nord de Vladivostok et à 5 901 km à l'est de Moscou.

## Histoire
Les travaux de construction du chemin de fer Transsibérien entre Tchita et Vladivostok commencèrent en 1898, à partir des deux extrémités de la ligne et devaient se rencontrer à mi-chemin. Ce projet entraîna un afflux important de population et en 1911, un village fut fondé autour de la gare de chemin de fer d'Obloutchie, dont le nom signifie « la route qui passe autour » ; à cet endroit le chemin de fer effectue en effet une grande courbe dans les montagnes. La voie ferrée fut achevée en octobre 1916. Le statut de commune urbaine fut accordé à Obloutchie en 1929 puis celui de ville en 1938.

## Population
Recensements (*) ou estimations de la population :
| 1931  | 1939*  | 1959*  | 1970*  | 1979*  | 1989*  |
| ----- | ------ | ------ | ------ | ------ | ------ |
| 6 000 | 13 598 | 15 277 | 12 781 | 13 420 | 12 016 |

| 2002*  | 2006   | 2010* | 2012  | 2013  | 2014  |
| ------ | ------ | ----- | ----- | ----- | ----- |
| 11 069 | 10 932 | 9 379 | 9 033 | 8 910 | 8 851 |

## Économie
Les principales activités économiques d'Obloutchie sont la mine d'or Zoloto Zoutary et les ateliers du chemin de fer.
Par le Transsibérien, la ville se trouve à 8 190 km de Moscou, à 161 km de Birobidjan et à 1 098 km de Vladivostok.